# Simone Arnold Liebster
Simone Arnold Liebster (Husseren-Wesserling, 17 agosto 1930) è una scrittrice francese testimone delle persecuzioni naziste in qualità di testimone di Geova.

## Biografia
Simone Arnold nacque nell'agosto 1930 in un villaggio dell'Alsazia – regione storicamente contesa da francesi e tedeschi– e si trasferì con la sua famiglia nei pressi di Mulhouse, nella stessa regione all'età di tre anni. La sua famiglia era cattolica, finché sua madre divenne una testimone di Geova quando la bambina aveva otto anni. All'inizio suo padre la tenne lontana dal nuovo credo materno ma, sfidando l'ostilità delle famiglie di origine, alla fine anche lei e suo padre si convertirono e l'undicenne ricevette il battesimo come testimone di Geova nel 1941. Nel giugno 1940, l'Alsazia era stata occupata dalla Germania nazista; i testimoni di Geova, in base alle proprie credenze (p.e. il rifiuto di giurare fedeltà verso uno Stato), rifiutavano di obbedire alle leggi naziste (p.e. fare il saluto heil Hitler), pertanto erano considerati “indesiderabili” dal regime. Un mese dopo la conversione della ragazza, suo padre venne imprigionato, il suo salario venne pignorato, a sua madre venne impedito di lavorare e il loro conto bancario venne chiuso, rendendo difficile la sopravvivenza quotidiana. Anche nella vita scolastica Simone Arnold subiva problemi perché non riconosceva la segregazione tra i “puri ariani” e gli “untermenschen” (o “sub-umani”), non cantava le canzoni naziste, non rispettava il saluto nazista e non faceva parte della branca femminile della Gioventù hitleriana, la Bund Deutscher Madel. Il preside, millantando fosse una sua scelta volontaria, espulse la ragazza, che divenne vittima di bullismo in un altro istituto per motivi sovrapponibili ai precedenti, con vessazioni psicologiche e fisiche anche da parte dei suoi docenti.
Una nuova normativa nazista consentiva al regime di sottrarre ai genitori i figli dei Testimoni di Geova che non rispettassero le regole scolastiche, affidati poi a famiglie naziste o a istituti rieducativi; nel luglio 1943 Arnold ricevette una lettera di convocazione e fu quindi mandata in un riformatorio a Konstanz. Lì le furono assegnati un nuovo nome, Maria, e un numero personale da cucire sui propri vestiti; non le erano concessi né possessi personali né uscite non accompagnate, non poteva parlare ed era assegnata a lavori forzati. La ragazza descrisse la vita di privazioni e violenze nel nuovo istituto, a cui sottostava pur non di cedere al ricatto di abiurare la propria fede e giurare fedeltà al regime per quasi due anni.
I genitori furono confinati in campi di concentramento ma, nel dopoguerra, la famiglia riuscì a ricongiungersi sana e salva. La polizia francese rivelò loro i fautori della denuncia ai nazisti, ossia due autorità religiose cristiane e vicini di casa.
Seguendo le orme paterne, Arnold frequentò un istituto d'arte, poi studiò l'inglese e si trasferì negli Stati Uniti d'America per studiare alla Watchtower Bible School di Gilead. Nel 1956 sposò Max Liebster.

## Opere
- Simone Arnold Liebster,  Sola di fronte al leone - una ragazzina resiste al regime nazista, Schotgen Editions, Lussemburgo 2003 ISBN 2-87953-911-0.